# Hylaeus sparsus
Hylaeus sparsus är en biart som först beskrevs av Cresson 1869. Den ingår i släktet citronbin och familjen korttungebin. Inga underarter finns listade i Catalogue of Life.

## Beskrivning
Hylaeus sparsus är ett långsträckt bi med övervägande svart färg och stort huvud. Båda könen har dock gula ansiktsmarkeringar; honan främst i form av två trianglar mellan ögonen, medan hanen har större delen av ansiktet gulfärgat. Det finns dock helsvarta individer. Antennerna är rödbruna vid basen och svartbruna längre upp. Honan blir mellan 6 och 7 mm lång, hanen omkring 6 mm.

## Ekologi
Arten är polylektisk, den flyger till blommande växter från många familjer, som flockblommiga växter, strävbladiga växter, rosväxter, ärtväxter, videväxter, kornellväxter, korgblommiga växter och benvedsväxter. Den är solitär, honan konstruerar ensam larvbona med hjälp av ett silkesliknande körtelsekret.

## Utbredning
Utbredningsområdet omfattar Quebec (med enstaka fynd så långt västerut som Saskatchewan) i Kanada över Michigan, Illinois, New York och Pennsylvania i USA till Georgia och Texas